# Nowa Osada (Wisła)
Nowa Osada – jednostka pomocnicza gminy miasto Wisła, osiedle nr 6, leżące na południowy wschód od centrum miasta, z niewielką zaporą na rzece Wiśle i zalewem. Najwyższa (sztuczna) kaskada w górnym odcinku Wisły.
Od 1955 r. do pierwszych lat 2000. funkcjonował tu znany Dom Turysty PTTK „Nad Zaporą” (obecnie Aries Hotel & Spa Wisła). Działają liczne pensjonaty i ośrodki wypoczynkowe. Na Wróblonkach na ramieniu Czupla Ośrodek Narciarski "Nowa Osada". Nowy kościół katolicki pw. Świętego Pawła od Krzyża.

## Infrastruktura turystyczna
- szlaki piesze:

 na przełęcz Kubalonkę 1 godz., z powrotem 45 min.,
 na Smerekowiec 1:15 godz., z powrotem 1 godz.,
 na Zielony Kopiec grzbietem Cienkowa 2:45 godz., z powrotem 2 godz.,
 do Wisły Głębce przez Kozińce – 1 godz., z powrotem 1 godz.,
- Inne:
  - Izba Pracy Twórczej Jana Kocyana – w starej drewnianej chacie z 1930 r. (przeniesionej z Wisły Czarne)